# Изабелла де Варенн, 4-я графиня Суррей
Изабелла де Варенн (англ. Isabel de Warenne; ок. 1136 — 12 июля 1203 (1199), Льюис, Англия) — 4-я графиня Суррей, дочь Вильгельма де Варенна, 3-го графа Суррей и Аделы де Монтгомери.

## Биография
Отец Изабеллы был убит во время крестового похода в 1148 году. Она была его единственным ребёнком и наследницей владений дома де Варенн в Англии и являлась одной из богатейших наследниц. В 1153 году король Англии Стефан Блуаский женил своего младшего сына Вильгельма де Блуа на Изабелле. В результате этого брака Вильгельм Булонский стал одним из самых богатых баронов Англии: земли Вареннов включали более 200 маноров в Суссексе, Норфолке, Йоркшире и многих других английских графствах. Изабелла и Вильгельм не имели детей, в 1159 году он умер.
В 1162 году король Генрих II Плантагенет решил организовать брак своего младшего брата Гийома и недавно овдовевшей Изабеллы. В соответствии с каноническим правом для женитьбы Гийома на вдове своего троюродного брата, коим являлся Вильгельм Булонским, требовалось разрешение папы римского. Однако против этого решительно выступил архиепископ Кентерберийский Томас Бекет, в результате чего свадьба сорвалась.
Тогда Генрих решил женить на Изабелле своего единокровного брата Гамелина Плантагенета, незаконного сына Жоффруа V Анжуйского. Гамелин и Изабелла сочетались браком в апреле 1164 года, и после брака он получил титул графа де Варенн, хотя правильнее его было называть графом Суррея, так как он владел графством jure uxoris — по праву своей жены и обладал правом на треть судебных доходов графства Суррей. Вследствие брака он получил родовое прозвание де Варенн, которое передалось его потомкам.
Гамелин умер в 1202 году и был похоронен в приорстве Льюис, в Сассексе. Через год скончалась его жена Изабелла и была похоронена рядом с ним. По другой версии, Изабелла умерла в июле 1199 года. Их наследником стал Уильям де Варенн.

## Брак и дети
1-й муж: Вильгельм де Блуа (ок. 1137 — 11 октября 1159), граф Булони и де Мортен. Детей не было.
2-й муж: (с апреля 1164) Гамелин де Варенн (ум. 7 мая 1202), 5-й граф Суррей. От этого брака у них было не менее четырёх детей:
- Адела (Эла) (ок. 1162 — после 1220); 1-й муж — Роберт де Ньюбурн; 2-й муж — Уильям Фиц-Уильям из Спротборо (Йоркшир); (?) внебрачная связь — король Иоанн, от которога она имела сына Ричарда Фицроя[3]. Точно неизвестно, была ли Адела любовницей короля, ей также могла быть другая дочь Гамелина, имя которой неизвестно[4].
- Изабелла (ум. до 13 ноября 1234); 1-й муж — Роберт II де Ласси (ум. 21 августа 1193), 5-й барон Понтефракт; 2-й муж — Гилберт л'Эйгл (ум. 1231), лорд Певенси
- Матильда (ум. до 13 ноября 1234); 1-й муж — Генрих II д'Э (ум. 16/17 июля 1190/1191), граф д'Э; 2-й муж — Генрих де Стутевилл (ум. до 1236), лорд Экенгтон, сеньор де Валмон и де Рам
- Уильям де Варенн (1166 — 27 мая 1240), 5-й граф Суррей